# Puerto Rico Soccer League
Die Puerto Rico Soccer League war von 2008 bis 2011 die höchste Spielklasse im Fußball in Puerto Rico.

## Geschichte
Die Liga wurde am 14. Mai 2008 gegründet, als Fußball in Puerto Rico zunehmend Beliebtheit erlangt hatte. Im selben Jahr wurde zum ersten Mal eine Saison eröffnet. 2011 wurde der Ligabetrieb jedoch wieder eingestellt. Seit 2013 gibt es als Nachfolgeliga die Liga Profesional de Fútbol de Puerto Rico.

## Meister
- 2008: Sevilla FC Puerto Rico
- 2009: Bayamón FC
- 2010: River Plate Puerto Rico
- 2011: FC Leones